# Mansonia altissima
Mansonia altissima is een soort uit de kaasjeskruidfamilie (Malvaceae). Het is een groenblijvende boom met een kleine, dichte en eivormige kroon. De boom kan een groeihoogte van 45 meter bereiken. De takken zijn in eerste instantie bijna horizontaal, maar kunnen later gaan hangen. De cilindrische en veelal rechte stam kan tot 30 meter lang zonder takken zijn. De schors is zeer giftig.
De soort komt voor van tropisch West-Afrika tot in Congo. Hij groeit daar in semi-bladverliezende bossen, die zich bevinden in savannes. Volwassen bomen komen vaker voor in gekapt of verbrand bos dan in ongerept bos. De soort staat op de Rode Lijst van de IUCN geklasseerd als 'niet bedreigd'.
In het zuidwesten van Ivoorkust is de giftige schors een hoofdbestanddeel voor het maken van pijlgif, dat tevens wordt gebruikt in speervallen voor groot wild. De schors wordt ook gebruikt bij de behandeling van lepra. Naast de schors wordt ook de wortel en twijgschors voor medicinale doeleinden gebruikt. Van de twijgschors wordt bijvoorbeeld een afkooksel gemaakt wat dient als bad tegen framboesia en schurft. Daarnaast wordt het hout, Mansonia geheten, gebruikt voor allerlei timmerwerk, meubels, in de bouw voor deuren en ramen, in treinwagons en winkelinrichtingen en voor dozen en kratten.
De soort telt twee variëteiten
- Mansonia altissima var. altissima
- Mansonia altissima var. kamerunia Jacq.-Fél.